# Fermín de Reygadas
Fermín de Reygadas Vitorica (Santander, España; 1754-Ciudad de México, 1824) fue un facultativo de minas, astrónomo, polemista político, poeta y dramaturgo. Formado como científico en la Real Academia de Caballeros Guardia Marinas de Cádiz donde estudió ciencia náutica, geometría y astronomía, completó sus estudios de matemáticas en Inglaterra durante un periodo de dos años. En la década de 1780 emigró a México donde residió el resto de su vida. Pese a su formación y experiencia, no pudo acceder a dar clases en el recién formado Real Colegio de Minería de Nueva España, y su polémica con el director, el también español Fausto de Elhuyar, es una fuente importante acerca de sus opiniones con respecto al estado de la ciencia minera, el trato a los criollos, y en particular en torno a un extenso texto ya desaparecido de Reygadas El minero instruido. Ejerció como facultativo de minas en diferentes explotaciones mexicanas, y principalmente en Temascaltepec de donde fue elegido representante ante el Tribunal de Minería de Nueva España en diciembre de 1820. Dicho Tribunal, al igual que el Colegio de Minería, tenía su sede en el Palacio de Minería de la Ciudad de México. 
Sometió una comedia titulada Astucias por heredar: un sobrino a un tío (1789) a la censura del Coliseo de México Archivado el 20 de febrero de 2018 en Wayback Machine. la cual fue rechazada por el padre Ramón del Rincón quien negó en abril de 1790 la licencia para su representación en escena en el contexto de la creciente represión intelectual que provocó la Revolución francesa en España y sus colonias. Esta obra fue sin embargo llevada a la recién establecida colonia de Alta California y allí fue puesta en escena por miembros de los Voluntarios Catalanes de la Primera Compañía Franca de Voluntarios de Cataluña y se conservó en California archivada en la colección de Hubert H. Bancroft y es el Manuscrito 120 de la Colección especial de la Bancroft Library de UC Berkeley. En 2018 Arte Público Press publica de manera electrónica la primera edición crítica y anotada de esta importante obra dramática del siglo de las luces en Nueva España con un amplio estudio acerca del autor y el texto. La recuperación y edición crítica de su única obra dramática conocida llevó a Teatro Milagro, a poner en escena por primera vez en más de doscientos años Astucias por heredar bajo la dirección de Robi Arce a commedia dell'arte director de Puerto Rico. 
Durante la primera fase de la Guerra de Independencia de México, en 1811, Reygadas publicó el semanal El Aristarco. El título hace referencia al astrónomo griego Aristarco de Samos, primer proponente de la teoría heliocéntrica. En 1812 publicó Idea Astronómica, el sistema copernicano censurado, un tratado con el que pretendía refutar las ideas heliocéntricas formuladas por Nicolás Copérnico.